# Noisecreep
Noisecreep — музыкальный сайт, посвящённый хард-року и хэви-металу, который был основан компанией AOL в марте 2009 года. На сайте публикуются новости, видео и различные списки.

## История
Noisecreep был четвёртым по счёту жанрово-ориентированным сайтом AOL, после Spinner (рок-музыка), The Boot (кантри) и The Boombox (хип-хоп). Он также являлся частью издательского отдела MediaGlow, который был основан компанией AOL в январе 2009 года.
На сайте публиковались новости, интервью, обзоры туров, информация о лейблах и прочие статьи, с акцентом на менее известных хард-рок и хэви-метал-исполнителей. По словам Майка Рича, руководителя отдела развлечений AOL, «в хеви-метале и хард-роке, если Вы не AC/DC или Metallica, у Вас нет возможности заявить о себе, нет подходящей площадки для этого». Noisecreep производил также видеоподкасты под названием "Creep Show", в которых содержались интервью с различными метал-группами.
26 апреля 2013 года Noisecreep был закрыт компанией AOL, как и некоторые другие её музыкальные сайты. 2 июня 2013 года AOL продала сайты Noisecreep, The Boot и The Boombox компании Townsquare Media.